# Joseph Boyden
Pour les articles homonymes, voir Boyden.
Joseph Boyden est un écrivain canadien, né en octobre 1966. Il a des origines irlandaises et écossaises. Son premier roman, Three Day Road, publié en 2005, a été bien accueilli et lui a permis d'acquérir une certaine notoriété au Canada. Son deuxième roman, Through Black Spruce, a remporté le Prix Giller. Ses ouvrages sont consacrés au destin des Premières nations du nord de l’Ontario. En 2016, ses revendications concernant ses origines autochtones ont été mises en doutes publiquements et il a été révélé comme "pretendian"

## Biographie
Il est né en Ontario en 1966, cadet de sept sœurs dans une famille de onze enfants. Il est canadien, de langue anglaise. Son grand-père maternel a été combattant en France durant la Première Guerre mondiale. Son père est un médecin militaire et a été l'un des plus décorés de la Seconde Guerre mondiale : « Il a été blessé à Monte Cassino, décoré. Jamais il ne m'en parlait. Quand j'étais enfant, il refusait qu'on chasse. Plus tard, j'ai rencontré son batman, comme on dit dans le jargon militaire canadien - son ordonnance. Il m'a appris qu'il avait fini lieutenant-colonel. Je l'ignorais ». Ce père meurt quand il n'a que huit ans. Il fait une partie de son éducation dans un collège jésuite de Toronto, le collège Brébeuf (Jean de Brébeuf est un jésuite, missionnaire, brûlé par les Iroquois en 1649). Adolescent, c'est un punk à la crête iroquoise. Il vit un moment dans la rue. Il étudie. Il exerce dans des concerts comme roadie (intermittent du spectacle). Il fait d'autres petits métiers, barman dans des pubs et même fossoyeur. Il fait beaucoup la fête, et participe à des ateliers d'écriture.
Il rencontre son épouse, la romancière américaine Amanda Boyden, à La Nouvelle-Orléans, dans un atelier d'écriture. Il est arrivé en 1987 à La Nouvelle-Orléans, accompagnant un groupe de punk rock de Caroline du Sud, Bajooka Joe. Ils se sont mariés en 1996.
Il prend son temps avant de commencer à écrire. Il tient également à rencontrer l'universitaire amérindien Georges E. Sioui sur ses projets d'écriture : « À Sioui j'ai apporté du tabac. Puis je lui ai expliqué mon projet. Je voulais sa permission ». Il est l'auteur d'un recueil de nouvelles intitulé Born with a tooth (Là-haut vers le nord). Son premier roman, Three Day Road (Le Chemin des âmes) remporte le prix Amazon en 2006. Ce roman retrace le périple de deux jeunes Indiens cree engagés volontaires pendant la Première Guerre mondiale. Son deuxième roman, Through Black Spruce (Les Saisons de la solitude), remporte le prix Giller en 2008. Une de ses conférences, donnée à l’Université de l'Alberta, est publiée en 2008 sous le nom de From Mushkegowuk to New Orleans: A Mixed Blood Highway. Il y dresse des similitudes entre les tribus des premières nations canadiennes et les souffrances des populations hispanique et noire à La Nouvelle-Orléans, notamment après l’ouragan Katrina. En 2014, The Orenda (Dans le grand cercle du monde) raconte les guerres fratricides entre Indiens. Comme dans Three Day Road, trois voix se superposent dans le récit. Celle d'un jésuite français, qui n'est pas sans évoquer Jean de Brébeuf. Celle d'un chef huron dont la femme et les filles ont été tuées par les Iroquois. Et celle d'une jeune Iroquoise, habitée également d'un désir de vengeance.

## Publications

### Romans
- Joseph Boyden (trad. Hugues Leroy), Le Chemin des âmes [« Three Day Road »], Paris, Albin Michel, coll. « Terres d'Amérique », 2006, 391 p. (ISBN 978-2-226-17320-1)Prix Amazon 2006
- Joseph Boyden (trad. de l'anglais par Michel Lederer), Les Saisons de la solitude : roman [« Through Black Spruce »], Paris, Albin Michel, 2009, 400 p. (ISBN 978-2-226-19399-5)Giller Prize 2008
- Joseph Boyden (trad. de l'anglais par Michel Lederer), Dans le grand cercle du monde [« The Orenda »], Paris, Albin Michel, coll. « Terres d'Amérique », 2014, 610 p. (ISBN 978-2-226-25615-7)

### Nouvelles
- Joseph Boyden (trad. de l'anglais par Hugues Leroy), Là-haut vers le Nord [« Born With a Tooth »], Paris, Albin Michel, coll. « Terres d'Amérique », 2006, 275 p. (ISBN 978-2-226-18239-5)

### Autres
- Joseph Boyden, From Mushkegowuk to New Orleans : A Mixed Blood Highway, NeWest, 2008
- Joseph Boyden, Extraordinary Canadians : Louis Riel And Gabriel Dumont, Penguin, 2010

### Webographie
- Ressource relative au spectacle :   - Les Archives du spectacle
- Ressource relative à la littérature :   - Étonnants voyageurs
- Ressource relative à la musique :   - MusicBrainz
- Notices dans des dictionnaires ou encyclopédies généralistes :   - Britannica
  - L'Encyclopédie canadienne
- Notices d'autorité :   - VIAF
  - ISNI
  - BnF (données)
  - IdRef
  - LCCN
  - GND
  - Espagne
  - Belgique
  - Pays-Bas
  - Pologne
  - Israël
  - NUKAT
  - Catalogne
  - Norvège
  - Tchéquie
  - WorldCat
- « "Joseph Boyden, un auteur rare", par son éditeur Francis Geffard », sur le site psychologies.com.
- Bruno Corty, « Dans le grand cercle du monde de Joseph Boyden », sur le site evene.lefigaro.fr, avril 2014.